# Zilpa
En af de fire matriarker fra Biblen. Matriarken Leas trælkvinde. Zilpa fødte Jakob to sønner, Gad og Asher.